# Viktorija Golubic
Viktorija Golubic (Zurigo, 16 ottobre 1992) è una tennista svizzera.
In carriera ha vinto due tornei del circuito maggiore. Nei tornei del Grande Slam, ha raggiunto come miglior risultato i quarti di finale al torneo di Wimbledon 2021. Si è aggiudicata inoltre l'argento nel doppio ai Giochi olimpici di Tokyo, in coppia con Belinda Bencic.
È una delle poche interpreti del rovescio a una mano nel tennis femminile.

## Carriera
Il suo debutto nel circuito WTA avviene nel 2010, dove viene sconfitta nei turni di qualificazione al Budapest Grand Prix e al Gastein Ladies. L'anno seguente fallisce ancora la qualificazione al Budapest Grand Prix.
Nel 2013 non supera le qualificazioni all'Internationaux de Strasbourg mentre agli Internazionali Femminili di Palermo perde al turno decisivo. Ci riesce al Gastein Ladies dove accede al tabellone principale, nel quale supera al primo turno la quinta testa di serie Kiki Bertens per poi cedere sotto i colpi di Andrea Hlaváčková riuscendo comunque a strapparle un set. Partecipa agli US Open entrando nel tabellone delle qualificazioni, dove esce di scena al secondo turno.
Viktorija inizia il 2014 allo Shenzhen Open dove supera le qualificazioni eliminando in ordine Duan Yingying e Cvetana Pironkova. Al primo turno del tabellone principale batte la canadese Aleksandra Wozniak, mentre al secondo turno viene sconfitta dalla più quotata Annika Beck in tre set. Entra nelle qualificazioni degli Australian Open dove viene subito eliminata al primo turno dalla giovane belga An-Sophie Mestach.
Si fa notare nel corso del 2016 in Fed Cup per aver battuto le ceche Barbora Strýcová e Karolína Plíšková. Al Roland Garros 2016 riesce per la prima volta a passare un turno in un torneo del grande slam battendo in 3 set Alison Riske. Nel torneo casalingo di Gstaad coglie la prima vittoria di un torneo WTA, sconfiggendo nell'ultimo atto Kiki Bertens per 4-6 6-3 6-4.
Nel 2021 Golubic raggiunge i quarti di finale nel torneo di Wimbledon da n°66 del mondo, sconfiggendo Veronika Kudermetova (tds n°29, 3-6 6-1 11-9), Danielle Collins (6-2 6-0), Madison Brengle (6-2 6-1) e Madison Keys (tds n°23, 7-6(3) 6-3). Tra le ultime otto, la svizzera cede alla ceca Karolína Plíšková con un doppio 2-6. Poco dopo, la svizzera riesce a raggiungere la finale del doppio femminile alle Olimpiadi di Tokyo assieme a Belinda Bencic: le due perdono nell'ultimo atto dalla coppia n°1 del seeding Siniaková/Krejčíková in due set, portando a casa l'argento, la seconda medaglia nella specialità conquistata dalla Svizzera.

## Statistiche WTA

### Singolare

#### Vittorie (2)
| Legenda               | Legenda      |
| --------------------- | ------------ |
| Grande Slam (0)       |              |
| Ori Olimpici (0)      |              |
| WTA Finals (0)        |              |
| WTA Elite Trophy (0)  |              |
| Dal 2009 al 2020      | Dal 2021     |
| Premier Mandatory (0) | WTA 1000 (0) |
| Premier 5 (0)         | WTA 1000 (0) |
| Premier (0)           | WTA 500 (0)  |
| International (1)     | WTA 250 (1)  |

| N. | Data            | Torneo                             | Superficie  | Avversaria in finale | Punteggio     |
| 1. | 17 luglio 2016  | Ladies Championship Gstaad, Gstaad | Terra rossa | Kiki Bertens         | 4-6, 6-3, 6-4 |
| 2. | 3 novembre 2024 | Jiangxi Open, Jiujiang             | Cemento     | Rebecca Šramková     | 6–3, 7-5      |

#### Sconfitte (3)
| Legenda               | Legenda      |
| --------------------- | ------------ |
| Grande Slam (0)       |              |
| Argenti Olimpici (0)  |              |
| WTA Finals (0)        |              |
| WTA Elite Trophy (0)  |              |
| Dal 2009 al 2020      | Dal 2021     |
| Premier Mandatory (0) | WTA 1000 (0) |
| Premier 5 (0)         | WTA 1000 (0) |
| Premier (0)           | WTA 500 (0)  |
| International (1)     | WTA 250 (2)  |

| N. | Data            | Torneo                    | Superficie  | Avversaria in finale | Punteggio |
| 1. | 16 ottobre 2016 | Austria Ladies Linz, Linz | Cemento (i) | Dominika Cibulková   | 3-6, 5-7  |
| 2. | 7 marzo 2021    | Open de Lyon, Lione       | Cemento (i) | Clara Tauson         | 4-6, 1-6  |
| 3. | 21 marzo 2021   | Monterrey Open, Monterrey | Cemento     | Leylah Fernandez     | 1-6, 4-6  |

### Doppio

#### Sconfitte (3)
| Legenda               | Legenda      |
| --------------------- | ------------ |
| Grande Slam (0)       |              |
| Argenti Olimpici (1)  |              |
| WTA Finals (0)        |              |
| WTA Elite Trophy (0)  |              |
| Dal 2009 al 2020      | Dal 2021     |
| Premier Mandatory (0) | WTA 1000 (0) |
| Premier 5 (0)         | WTA 1000 (0) |
| Premier (0)           | WTA 500 (0)  |
| International (1)     | WTA 250 (1)  |

| N. | Data            | Torneo                             | Superficie  | Compagna        | Avversarie in finale                  | Punteggio           |
| 1. | 23 luglio 2017  | Ladies Championship Gstaad, Gstaad | Terra rossa | Nina Stojanović | Kiki Bertens Johanna Larsson          | 6(4)-7, 6-4, [7-10] |
| 2. | 1º agosto 2021  | Giochi Olimpici, Tokyo             | Cemento     | Belinda Bencic  | Barbora Krejčíková Kateřina Siniaková | 5-7, 1-6            |
| 3. | 14 gennaio 2023 | Hobart International, Hobart       | Cemento     | Panna Udvardy   | Kirsten Flipkens Laura Siegemund      | 4-6, 5-7            |

## Circuito WTA 125

### Singolare

#### Vittorie (4)
| N. | Data             | Torneo                                | Superficie  | Avversaria in finale | Punteggio     |
| 1. | 3 marzo 2019     | Indian Wells Challenger, Indian Wells | Cemento     | Jennifer Brady       | 3-6, 7-5, 6-3 |
| 2. | 9 maggio 2021    | Open 35 de Saint-Malo, Saint-Malo     | Terra rossa | Jasmine Paolini      | 6-1, 6-3      |
| 3. | 15 ottobre 2023  | Open de Rouen, Rouen                  | Cemento (i) | Ėrika Andreeva       | 6-4, 6-1      |
| 4. | 15 dicembre 2024 | Open de Limoges, Limoges              | Cemento (i) | Céline Naef          | 7-5, 6-4      |

#### Sconfitte (2)
| N. | Data            | Torneo                | Superficie  | Avversaria in finale | Punteggio   |
| 1. | 23 ottobre 2022 | Open de Rouen, Rouen  | Cemento (i) | Maryna Zanevska      | 6(6)-7, 1-6 |
| 2. | 2 agosto 2025   | Polish Open, Varsavia | Cemento     | Kateřina Siniaková   | 1-6, 2-6    |

## Statistiche ITF

### Singolare

#### Vittorie (12)
| Torneo $100.000 (2) |
| Torneo $80.000 (1)  |
| Torneo $75.000 (0)  |
| Torneo $60.000 (0)  |
| Torneo $50.000 (1)  |
| Torneo $40.000 (0)  |
| Torneo $25.000 (4)  |
| Torneo $15.000 (0)  |
| Torneo $10.000 (4)  |

| N.  | Data              | Torneo                                                 | Superficie  | Avversaria in finale  | Punteggio        |
| 1.  | 22 maggio 2011    | Trofeu Galetes Trias, Santa Coloma de Gramenet         | Terra rossa | Inés Ferrer Suárez    | 6-3, 6-3         |
| 2.  | 18 settembre 2011 | ITF Women's Circuit Lleida, Lleida                     | Terra rossa | Lucía Cervera Vázquez | 6-1, 7-6         |
| 3.  | 7 aprile 2013     | Tennis Organisation, Adalia                            | Cemento     | Ellen Allgurin        | 6-4, 6-2         |
| 4.  | 14 aprile 2013    | Tennis Organisation, Adalia                            | Cemento     | Katharina Lehnert     | 6-2, 6-3         |
| 5.  | 10 giugno 2013    | Internazionali Femminili di Tennis di Brescia, Brescia | Terra rossa | Anastasia Grymalska   | 6-4, 6-4         |
| 6.  | 24 agosto 2015    | AEGON Pro Series Foxhills, Woking                      | Cemento     | Katy Dunne            | 6-4, 6-4         |
| 7.  | 2 novembre 2015   | Waco Showdown, Waco                                    | Cemento     | Nicole Gibbs          | 6-2, 6-1         |
| 8.  | 4 gennaio 2016    | Sunrise Aluminium Women's Circuit, Victoria Park       | Cemento     | Risa Ozaki            | 6-3, 6-3         |
| 9.  | 29 ottobre 2018   | Internationaux Féminins de la Vienne, Poitiers         | Cemento (i) | Natal'ja Vichljanceva | 3-6, 6-1, 7-5    |
| 10. | 14 febbraio 2021  | Open GDF Suez De L'Isere, Grenoble                     | Cemento (i) | Maryna Zanevs'ka      | 6–1, 4–6, 7–6(2) |
| 11. | 9 settembre 2023  | Ando Securities Open, Tokyo                            | Cemento     | Wang Xiyu             | 6-4, 3-6, 6-4    |
| 12. | 22 ottobre 2023   | GB Pro-Series Shrewsbury, Shrewsbury                   | Cemento (i) | Amarni Banks          | 6-0, 6-0         |

#### Sconfitte (10)
| Torneo $100.000 (0) |
| Torneo $80.000 (0)  |
| Torneo $75.000 (0)  |
| Torneo $60.000 (1)  |
| Torneo $50.000 (1)  |
| Torneo $40.000 (0)  |
| Torneo $25.000 (8)  |
| Torneo $15.000 (0)  |
| Torneo $10.000 (0)  |

| N.  | Data             | Torneo                                                                                                 | Superficie  | Avversaria in finale | Punteggio        |
| 1.  | 30 giugno 2013   | Internationaler Württembergische Damen-Tennis-Meisterschaften um den Stuttgarter Stadtpokal, Stoccarda | Terra rossa | Laura Siegemund      | 3-6, 6-3, 6(4)-7 |
| 2.  | 26 gennaio 2014  | AEGON Pro Series Sunderland, Sunderland                                                                | Cemento (i) | An-Sophie Mestach    | 1-6, 4-6         |
| 3.  | 20 luglio 2014   | Darmstadt Tennis International, Darmstadt                                                              | Terra rossa | Andreea Mitu         | 2-6, 1-6         |
| 4.  | 7 settembre 2014 | AEGON Pro Series Barnstaple, Barnstaple                                                                | Cemento (i) | Carina Witthöft      | 2-6, 4-6         |
| 5.  | 31 ottobre 2014  | Republican Girls, Istanbul                                                                             | Cemento (i) | Barbora Krejčíková   | 1-6, 4-6         |
| 6.  | 13 giugno 2015   | Bredeney Ladies Open, Essen                                                                            | Terra rossa | Pauline Parmentier   | 6-3, 6(4)-7, 3-6 |
| 7.  | 4 ottobre 2015   | Open GDF SUEZ Clermont-Ferrand, Clermont-Ferrand                                                       | Cemento (i) | Polina Lejkina       | 6–4, 3–6, 4–6    |
| 8.  | 15 novembre 2015 | CopperWynd Pro Women's Challenge, Scottsdale                                                           | Cemento     | Samantha Crawford    | 3–6, 6–4, 2–6    |
| 9.  | 3 febbraio 2018  | McDonald's Burnie International, Burnie                                                                | Cemento     | Marta Kostjuk        | 4-6, 3-6         |
| 10. | 23 gennaio 2021  | Fujairah International Women Tennis Open, Emirato di Fujaira                                           | Cemento     | Clara Tauson         | 0-6, 6-4, 3-6    |

### Doppio

#### Vittorie (15)
| Torneo $100.000 (0) |
| Torneo $80.000 (0)  |
| Torneo $75.000 (0)  |
| Torneo $60.000 (0)  |
| Torneo $50.000 (3)  |
| Torneo $40.000 (0)  |
| Torneo $25.000 (8)  |
| Torneo $15.000 (0)  |
| Torneo $10.000 (4)  |

| N.  | Data             | Torneo                                                                                                 | Superficie    | Compagna              | Avversarie in finale                             | Punteggio        |
| 1.  | 27 novembre 2011 | Torneo Internacional Ciudad de Vall de Uxò, La Vall d'Uixó                                             | Terra rossa   | Magdalena Kiszczyńska | Yvonne Cavallé Reimers Arabela Fernández Rabener | 7-5, 3-6, [10-8] |
| 2.  | 20 gennaio 2013  | Internationaler Württembergische Hallenmeisterschaften um den Südwestbank-Cup, Stoccarda               | Cemento (i)   | Julia Kimmelmann      | Ol'ga Dorošina Yuliya Valetova                   | 6-4, 6-1         |
| 3.  | 27 gennaio 2013  | Segro International, Kaarst                                                                            | Sintetico (i) | Julia Kimmelmann      | Anja Prislan Jasmin Steinherr                    | 6-3, 4-6, [10-5] |
| 4.  | 26 maggio 2013   | Tennis Organisation, Adalia                                                                            | Cemento       | Katharina Lehnert     | Martina Borecká Petra Krejsová                   | 5-7, 6-3, [10-7] |
| 5.  | 20 ottobre 2013  | Open GDF Suez Région Limousin, Limoges                                                                 | Cemento (i)   | Magda Linette         | Nicole Clerico Nikola Fraňková                   | 6-4, 6-4         |
| 6.  | 3 maggio 2014    | Wiesbaden Tennis Open, Wiesbaden                                                                       | Terra rossa   | Diāna Marcinkēviča    | Julia Glushko Mandy Minella                      | 6-4, 6-3         |
| 7.  | 28 giugno 2014   | Internationaler Württembergische Damen-Tennis-Meisterschaften um den Stuttgarter Stadtpokal, Stoccarda | Terra rossa   | Laura Siegemund       | Lesley Kerkhove Arantxa Rus                      | 6-3, 6-3         |
| 8.  | 20 luglio 2014   | Darmstadt Tennis International, Darmstadt                                                              | Terra rossa   | Nicola Geuer          | Carolin Daniels Laura Schäder                    | 5-7, 6-2, [10-3] |
| 9.  | 23 febbraio 2015 | St. Petersburg Ladies Trophy, San Pietroburgo                                                          | Cemento (i)   | Aljaksandra Sasnovič  | Stéphanie Foretz Ana Vrljić                      | 6-4, 7-5         |
| 10. | 27 aprile 2015   | Wiesbaden Tennis Open, Wiesbaden                                                                       | Terra rossa   | Carolin Daniels       | Cindy Burger Veronika Kapshay                    | 6–4, 4–6, [10–6] |
| 11. | 25 maggio 2015   | Torneo Internazionale Femminile Città di Grado, Grado                                                  | Terra rossa   | Beatriz Haddad Maia   | Sharon Fichman Katarzyna Piter                   | 6–3, 6–2         |
| 12. | 8 giugno 2015    | Bredeney Ladies Open, Essen                                                                            | Terra rossa   | Nicola Geuer          | Carolin Daniels Antonia Lottner                  | 6–3, 6–3         |
| 13. | 26 ottobre 2015  | Tennis Classic of Macon, Macon                                                                         | Cemento       | Jan Abaza             | Paula Cristina Gonçalves Sanaz Marand            | 7–6(3), 7–5      |
| 14. | 4 gennaio 2016   | Sunrise Aluminium Women's Circuit, Victoria Park                                                       | Cemento       | Stephanie Vogt        | Hsu Ching-wen Emma Laine                         | 6–2, 1–6, [10–4] |
| 15. | 23 gennaio 2021  | Fujairah International Women Tennis Open, Emirato di Fujaira                                           | Cemento       | Çağla Büyükakçay      | Liang En-shuo You Xiaodi                         | 5-7, 6-4, [10-4] |

#### Sconfitte (17)
| Torneo $100.000 (1) |
| Torneo $80.000 (2)  |
| Torneo $75.000 (0)  |
| Torneo $60.000 (2)  |
| Torneo $50.000 (4)  |
| Torneo $40.000 (0)  |
| Torneo $25.000 (5)  |
| Torneo $15.000 (1)  |
| Torneo $10.000 (2)  |

| N.  | Data              | Torneo                                                                          | Superficie    | Compagna                  | Avversarie in finale                          | Punteggio           |
| 1.  | 21 maggio 2011    | Trofeu Galetes Trias, Santa Coloma de Gramenet                                  | Terra rossa   | Nina Zander               | Eva Fernández Brugués Inés Ferrer Suárez      | 3–6, 7–6(3), [4–10] |
| 2.  | 17 settembre 2011 | ITF Women's Circuit Lleida, Lleida                                              | Terra rossa   | Arabela Fernández Rabener | Yvonne Cavallé Reimers Isabel Rapisarda Calvo | 2–6, 6(5)–7         |
| 3.  | 14 maggio 2012    | Internazionali Femminili di Tennis Città di Caserta, Caserta                    | Terra rossa   | Aleksandra Krunić         | Katarzyna Piter Romana Tabak                  | 2-6, 4-6            |
| 4.  | 16 marzo 2013     | AEGON Pro Series Bath, Bath                                                     | Cemento (i)   | Julia Kimmelmann          | Nicola Geuer Lisa Whybourn                    | 3–6, 4–6            |
| 5.  | 2 giugno 2013     | Torneo Internazionale Femminile Città di Grado, Grado                           | Terra rossa   | Diāna Marcinkēviča        | Yurika Sema Zhou Yimiao                       | 6–1, 5–7, [7–10]    |
| 6.  | 7 settembre 2014  | AEGON Pro Series Barnstaple, Barnstaple                                         | Cemento (i)   | Diāna Marcinkēviča        | Alizé Lim Carina Witthöft                     | 2-6, 1-6            |
| 7.  | 19 settembre 2014 | AEGON Pro Series Shrewsbury, Shrewsbury                                         | Cemento (i)   | Nicola Geuer              | Richèl Hogenkamp Lesley Kerkhove              | 6-2, 5-7, [8-10]    |
| 8.  | 25 ottobre 2015   | Open GDF Suez de Touraine, Joué-lès-Tours                                       | Cemento (i)   | Alice Matteucci           | Alexandra Cadanțu Cristina Dinu               | 5-7, 3-6            |
| 9.  | 9 novembre 2015   | CopperWynd Pro Women's Challenge, Scottsdale                                    | Cemento       | Stephanie Vogt            | Julia Glushko Rebecca Peterson                | 6-4, 5-7, [6-10]    |
| 10. | 29 gennaio 2016   | Open GDF SUEZ 42, Andrézieux-Bouthéon                                           | Cemento (i)   | Xenia Knoll               | Elise Mertens An-Sophie Mestach               | 4-6, 6-3, [7-10]    |
| 11. | 15 maggio 2016    | Open International Féminin Midi-Pyrénées Saint-Gaudens Comminges, Saint-Gaudens | Terra rossa   | Nicola Geuer              | Demi Schuurs Renata Voráčová                  | 1-6, 2-6            |
| 12. | 30 giugno 2017    | Southsea Trophy, Southsea                                                       | Erba          | Ljudmyla Kičenok          | Shūko Aoyama Yang Zhaoxuan                    | 7-6(7), 3-6, [8-10] |
| 13. | 24 settembre 2017 | Coleman Vision Tennis Championships, Albuquerque                                | Cemento       | Amra Sadiković            | Conny Perrin Tara Moore                       | 3-6, 3-6            |
| 14. | 1º ottobre 2017   | Central Coast Pro Tennis Open, Templeton                                        | Cemento       | Amra Sadiković            | Kaitlyn Christian Giuliana Olmos              | 5-7, 3-6            |
| 15. | 28 ottobre 2018   | Internationaux Féminins de la Vienne, Poitiers                                  | Cemento (i)   | Arantxa Rus               | Anna Blinkova Aleksandra Panova               | 1-6, 1-6            |
| 16. | 13 settembre 2020 | Open GDF SUEZ de Bretagne, Saint-Malo                                           | Terra rossa   | Magdalena Fręch           | Paula Kania Katarzyna Piter                   | 2-6, 4-6            |
| 17. | 20 febbraio 2021  | AK Ladies Open, Altenkirchen                                                    | Sintetico (i) | Ylena In-Albon            | Paula Kania-Choduń Julia Wachaczyk            | 6(5)–7, 4–6         |

## Vittorie contro giocatrici Top 10
| Stagione | 2016 | Totale |
| Vittorie | 1    | 1      |

| #    | Giocatrice       | Ranking | Evento                          | Superficie  | Turno | Punteggio          | Rank. VGR |
| ---- | ---------------- | ------- | ------------------------------- | ----------- | ----- | ------------------ | --------- |
| 2016 |                  |         |                                 |             |       |                    |           |
| 1.   | Garbiñe Muguruza | 6       | Austria Ladies Linz, Linz       | Cemento (i) | QF    | 5-7, 6-3, 4-4 rit. | 62        |
| 2021 |                  |         |                                 |             |       |                    |           |
| 2.   | Maria Sakkarī    | 9       | Indian Wells Open, Indian Wells | Cemento     | 2R    | 5-7, 6-3, 6-2      | 46        |